# هشام الصالحی
هشام الصالحی (انگلیسی: Hesham Salhe؛ زادهٔ ۸ نوامبر ۱۹۸۷) بازیکن فوتبال اهل فلسطین بود.
از باشگاه‌هایی که در آن بازی کرده است می‌توان به اشاره کرد.
وی همچنین در تیم ملی فوتبال فلسطین بازی کرده است.